# Teatrul Evreiesc de Stat din București
Teatrul Evreiesc de Stat (prescurtat T.E.S., în idiș: דאס בוקארעשטער יידישע מלוכה טעאטער-  יי.מ.ט ) este un teatru evreiesc din capitala României, București, care funcționează în principal în limba idiș, care a fost vreme de secole limba maternă a evreilor așkenazi din Europa, inclusiv în România.
Teatrul reprezintă o continuare a tradiției de peste 140 ani a teatrului în această limbă în spațiul românesc, începând cu trupa lui Abraham Goldfaden care a jucat la Iași și la București.    
Clădirea teatrului a servit în anii dictaturii antonesciene 1940-1944 și încă o scurtă perioada în 1945, ansamblul Teatrului evreiesc Barașeum, teatru evreiesc, cu profil de revistă și, care era obligat de regimul militaro-fascist să joace numai în limba română spectacole de autori „neromâni”. La vremea respectivă, Teatrul Barașeum îngloba în ansamblul său numeroși actori și artiști evrei, care fuseseră îndepărtați din cauza legilor „rasiale”, din toate teatrele și instituțiile culturale din România. 
Teatrul Evreiesc de Stat din București este de decenii unul din puținele instituții teatrale de acest fel din Europa. Repertoriul său cuprinde piese și spectacole de revistă de dramaturgi care au scris în limba idiș, piese și spectacole muzicale traduse în idiș din repertoriul teatral universal, spectacole cu tematică evreiască, unele și în limba română. 
Deoarece în cursul ultimelor decenii publicul vorbitor de idiș s-a redus în mod considerabil în România și în lume, ori în urma Holocaustului, ori, din motive de aculturație, (trecerea la limbile dominante - româna și alte limbi, după țară) și de emigrare în masă, mai ales în Israel, începând din anii 1970 au trebuit introduse în teatru căști cu traducere simultană în română.
Teatrul continuă să funcționeze, și la un nivel artistic apreciat, în ciuda faptului că populația evreiască din România nu mai numără decât puține mii de membri. În schimb spectacolele sale au căutare și la turiștii evrei și de alte neamuri care vizitează România, precum și la publicul local,iubitor de teatru și cultură, de toate originile și naționalitățile.

## Istorie
După căderea regimului Antonescu, în august 1944, au fost din nou permise spectacolele în limba idiș, iar artiștilor evrei li s-a permis din nou să fie cooptați în ansambluri și instituții teatrale românești.
O mare parte din actorii și artiștii de la Teatrul Barașeum și-au găsit de lucru în alte ansambluri, mai ales la Teatrul de revistă Excelsior-Alhambra din București.
În octombrie 1945 Asociația de cultură idiș Ikuf a creat un nou ansamblu de teatru, în limba idiș, care a început să activeze în fosta clădire a teatrului Barașeum.
Când în anul 1948 noua dictatură comunistă a închis toate instituțiile culturale, inclusiv teatrale, particulare, Asociația Ikuf în cooperare cu Comitetul Democrat Evreiesc, organizație oficială evreiască tutelată de partidul comunist, a luat inițiativa întemeierii la 1 august 1948 a unui teatru evreiesc de stat cu repertoriu în limba idiș.
În anul următor 1949 a fost înființat un teatru asemănător și la Iași, care a dăinuit până în anul 1964.
După anul 1955 frânele conducerii Teatrului Evreiesc de Stat au intrat în mâinile regizorului Franz Josef Auerbach care s-a străduit, în condițiile restricțiilor cenzurii comuniste, să îmbunătățească repertoriul și activitatea ansamblului. În anii 1955-1960 Teatrul a întreținut și un studio pentru talentele tinere.
În anii 1954-1956 clădirea teatrului a fost renovată, construindu-se și o nouă scenă. În perioada renovărilor trupa a jucat pe scenele altor teatre din capitală. 
În anul 1968 Teatrul a primit autorizația de pleca într un prim turneu în Israel, apoi în 1972 a efectuat un prim turneu în Statele Unite și Canada.
În anii 1970 au fost introduse căști pentru traducere simultană în limba română.
În anii 1960-1970 s-a evidențiat și activitatea secretarului literar al T.E.S, Israil Bercovici, care s-a străduit să lărgească repertoriul prin traduceri de piese din literatura universală, ca de pildă Uriel d'Acosta de Karl Gutzkow sau Constructorul Stolness de Henrik Ibsen, de asemenea a scris câteva piese originale, ca de pildă Firul de aur (1963) despre viața și opera lui Avram Goldfaden (1963), A Șnirl Perl, o revistă muzicală care a inclus cincizeci de cântece din tradiția idiș.
În cursul deceniilor de existență, pe scena Teatrului Evreiesc s-au produs actori din tradiția stelelor teatrului evreiesc de odinioară, ca Sevilla Pastor, Dina König, Mauriciu Sekler, precum și artiști din generațiile mai noi ca Abram Naimark, Ruhele Heller-Schapira, Nușa Grupp-Stoian, Marcel Finkelescu, Samuel Fischler, Seidy Glück, Mano Rippel, apoi Leonie Waldman Eliad, Carol Marcovici, Tricy Abramovici, Bebe Lupu Bercovici, Rudi Rosenfeld, Maia Morgenstern, Roxana Guttman etc. 
În prezent teatrul este finanțat de Municipiul București. Alături de Muzeul Evreiesc aflat în apropiere, teatrul este unul din instituțiile evreiești nereligioase cele mai remarcabile din capitala României. 
După 6 august 2012, când a decedat regizorul Harry Eliad, care a fost din 1989 director al Teatrului Evreiesc de Stat, primarul Sorin Oprescu a anunțat că a numit-o ca succesoare pe Maia Morgenstern  
Ea a condus teatrul până în 2025, când a predat funcția regizorului Andrei Munteanu.

## Clădire

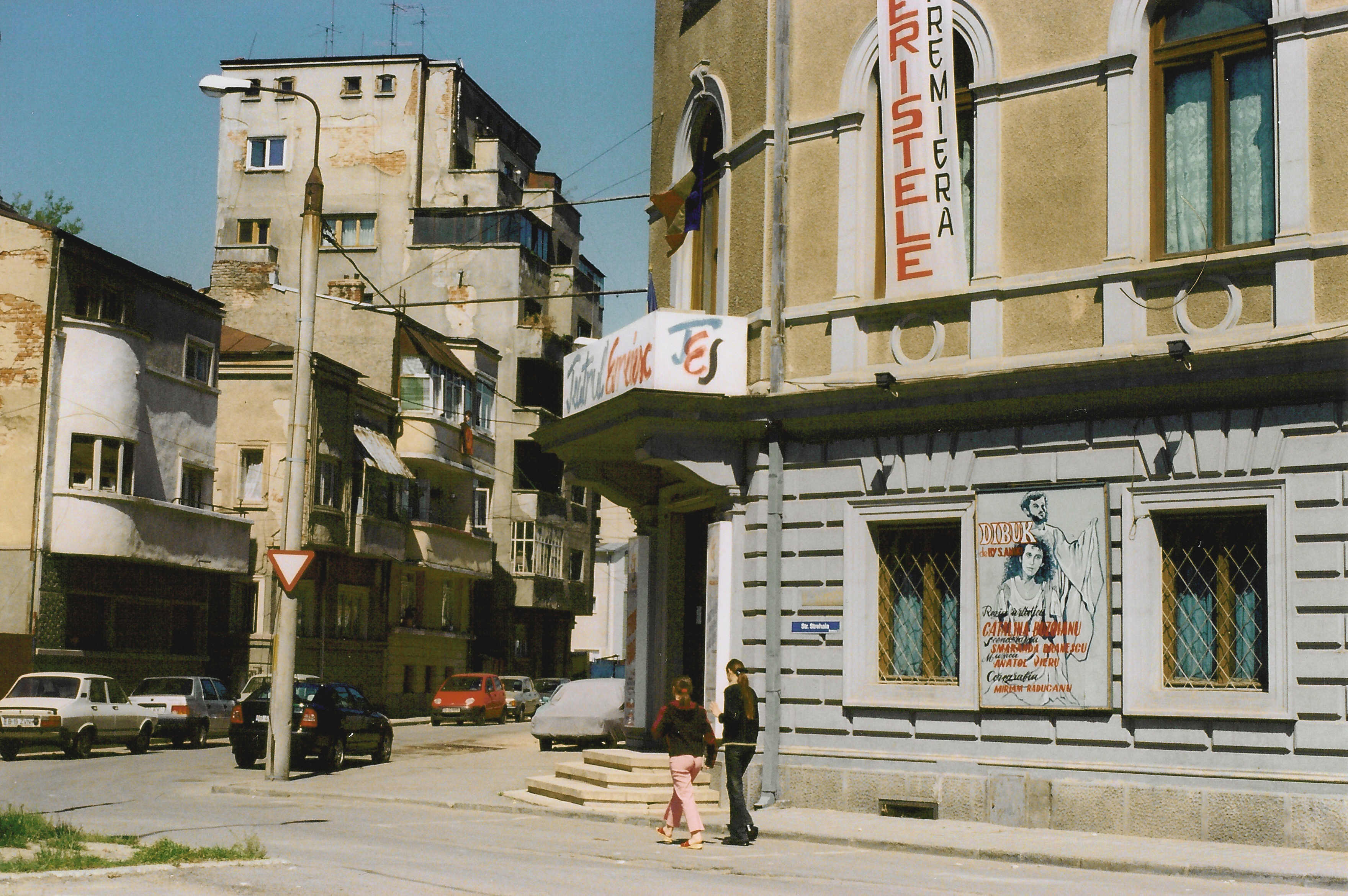
Teatrul Evreiesc de Stat din București - afiș cu spectacolul Dibuk de S. An-ski.2002

Clădirea teatrului evreiesc a fost construită de Iuliu Barasch, la sfârșitul secolului al XIX-lea. Doctorul Barasch cumpărase terenul din inima cartierului evreiesc și plănuia să ridice o clinică, dar în cele din urmă clădirea a devenit o casă de cultură.-Sala Barașeum.
În perioada anilor 1954-1955, clădirea a fost renovată, păstrând până în prezent același aspect.
După 1990, printr-o ordonanță de urgență, cu nr. 21/1997, guvernul României a retrocedat Comunității evreiești din București clădirea Teatrului Evreiesc din București. Teatrul Evreiesc de Stat, ca instituție culturală, a rămas al statului, subvenționat din bugetul Primăriei București. Dată fiind necesitatea unor ample lucrări de restaurare a clădirii și a lipsei de fonduri, în 2005 conducerea Comunității evreiești din România, în consens cu Tova Ben Nun, directoarea Fundației "Caritatea", au discutat "retrocedarea către statul român" a clădirii retrocedate. Primăria București însă nu a acceptat propunerea, neavând nici ea bani în buget în acest scop.
Deși inițial clădirea avea două săli, una la parter și alta la primul etaj, în prezent ea are o singură mare sală de spectacole, de peste 300 de locuri, prevăzută cu instalație de sunet și de climatizare, instalație de traducere simultană la cască, acest amănunt făcând posibilă prezentarea traducerii simultane în limba română a pieselor jucate în limba idiș, precum și închirierea sălii pentru diferite evenimente.
În prezent, clădirea este monument istoric, cod LMI B-II-m-B-18077.

### Avarierea clădirii
Sâmbătă 25 ianuarie 2014, din cauza viscolului care a bântuit Bucureștiul, s-a desprins o bucată de 80 de metri pătrați, circa 30%, din acoperișul Teatrului Evreiesc de Stat. Toate spectacolele au fost anulate, deoarece scena a ajuns sub o perdea de apă, care s-a infiltrat până la subsol, și exista pericolul electrocutării.
Lucrările de reabilitare a Teatrului Evreiesc de Stat din Capitală, prevăzute în bugetul Primăriei Capitalei, au avut un cost estimat de 13.839.000 de lei și o durată de 18 luni. Până la terminarea lucrărilor, s-a propus ca activitatea instituției să fie mutată la Teatrul de Comedie, București.